# Brillenträger des Jahres
Der Titel Brillenträger des Jahres (Eigenschreibweise Brillenträger*in des Jahres) ist eine Ehrung des Kuratorium Gutes Sehen e. V. (KGS), die seit dem Jahr 2000 verliehen wird. Den Preis erhält jeweils eine Person des öffentlichen Lebens, um sie für ihre Vorbildfunktion in puncto Brille auszuzeichnen. Die Preisverleihung soll insbesondere Vorbehalte gegen das Tragen einer Brille abbauen.
Das Vorschlagsrecht hat jeder interessierte Bürger. Die Pressestelle des KGS wertet diese Vorschläge aus und unterbreitet dem Vorstand eine Vorschlagsliste. Der Vorstand entscheidet nach Aussprache, wer der Preisträger des entsprechenden Jahres wird.

## Liste der Preisträger
| - 2000: Götz Alsmann - 2001: Norbert Blüm - 2002: Ulli Potofski - 2003: Daniel Küblböck - 2004: Felix Magath - 2005/06: Wigald Boning - 2007: Hella von Sinnen | - 2008: Jürgen Klopp - 2009: Stefanie Heinzmann - 2010: Matthias Opdenhövel - 2012: Thomas D - 2013: Jan Hofer - 2015: Joko Winterscheidt | - 2016: Andrea Ballschuh - 2017: Ralph Caspers - 2019: Daniel Hartwich - 2021: Katja Ebstein - 2022: Reinhold Beckmann - 2023: Thomas Rath |

## Galerie

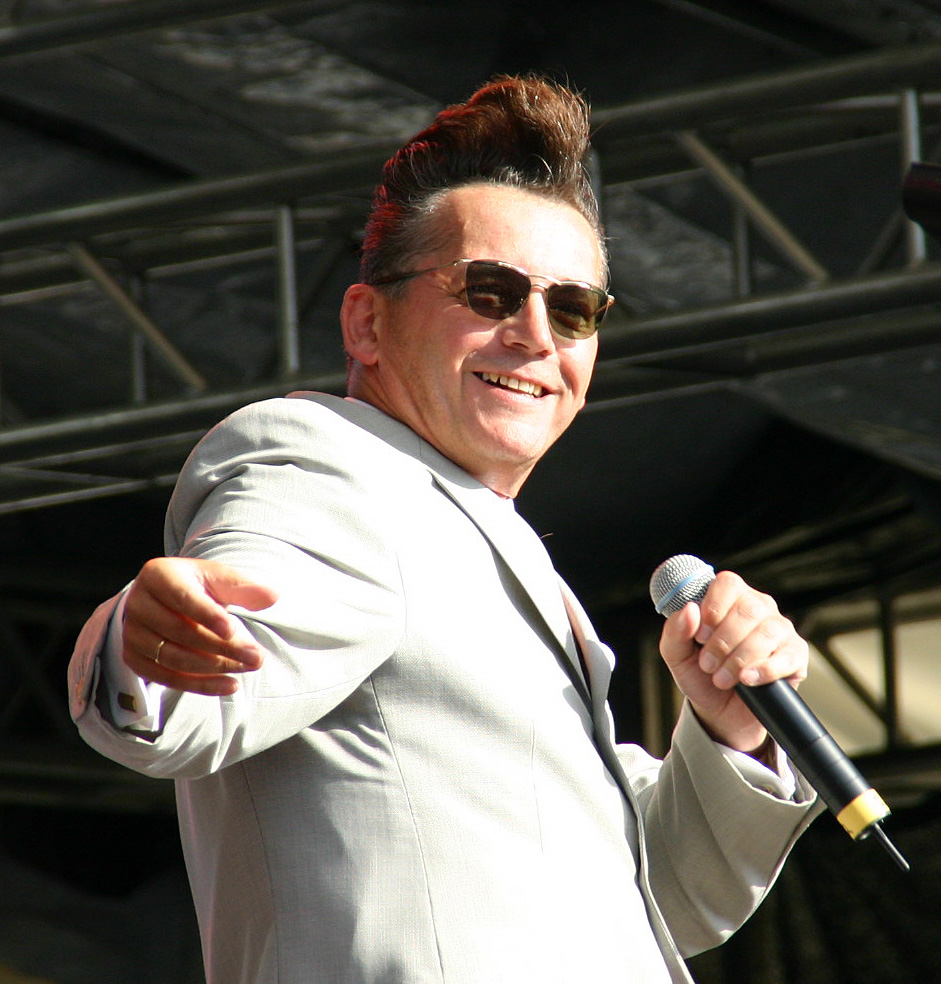
Götz Alsmann
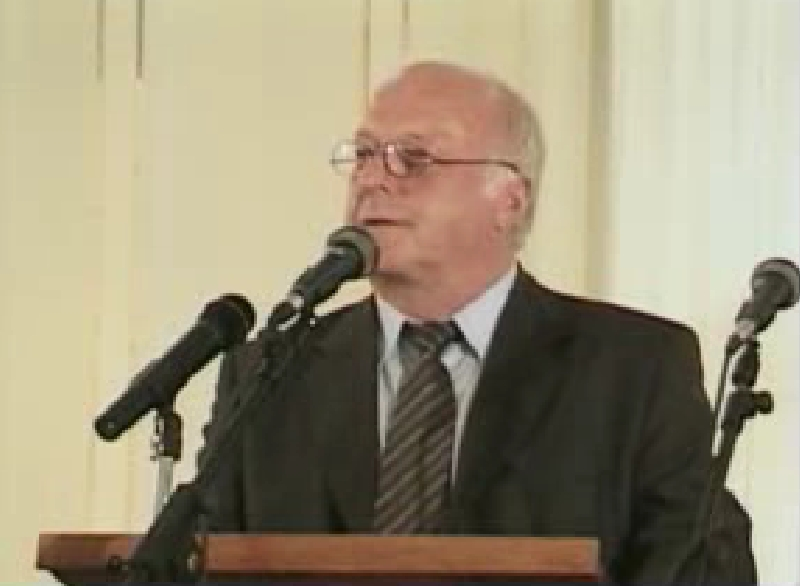
Norbert Blüm
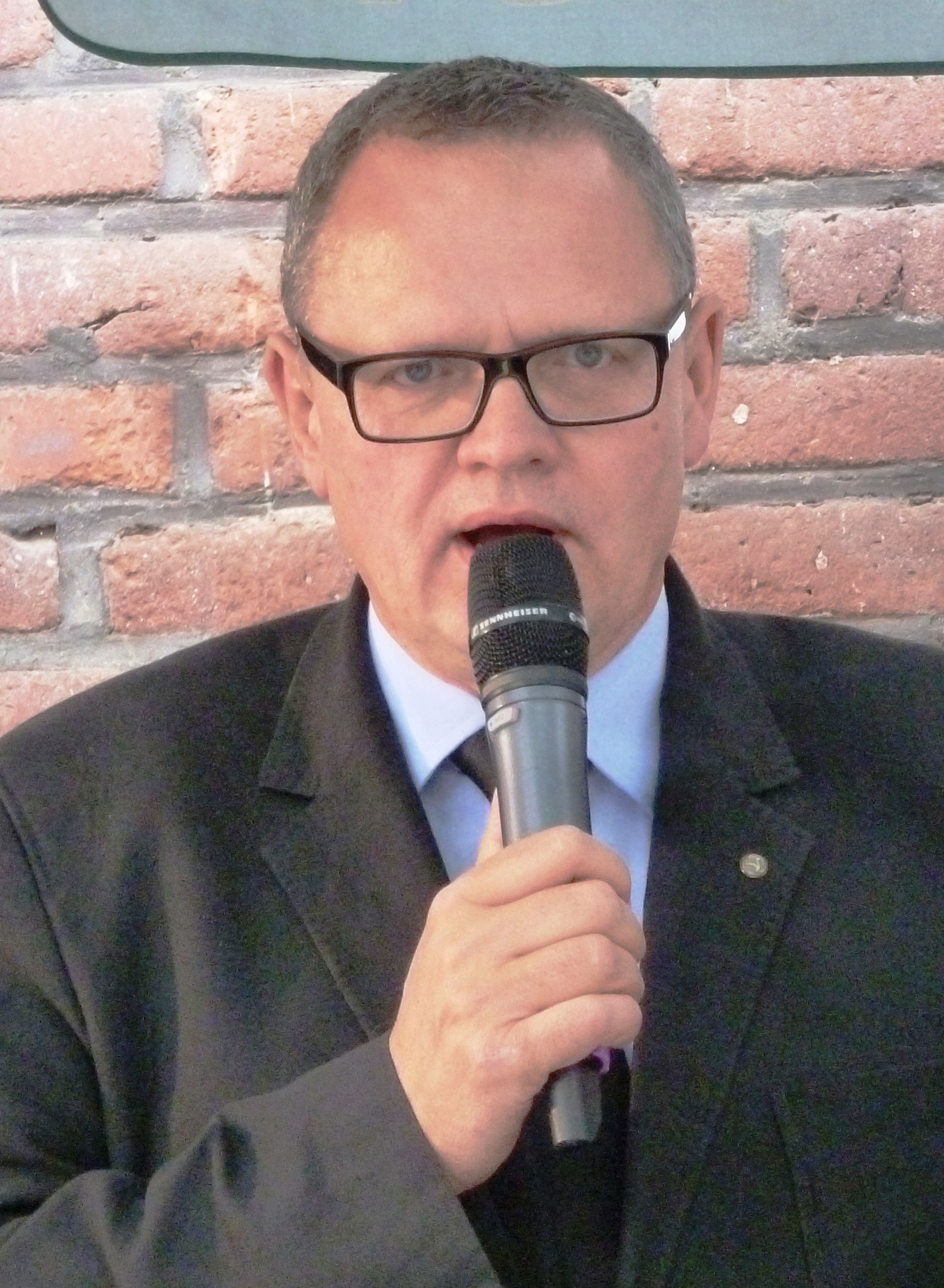
Ulli Potofski
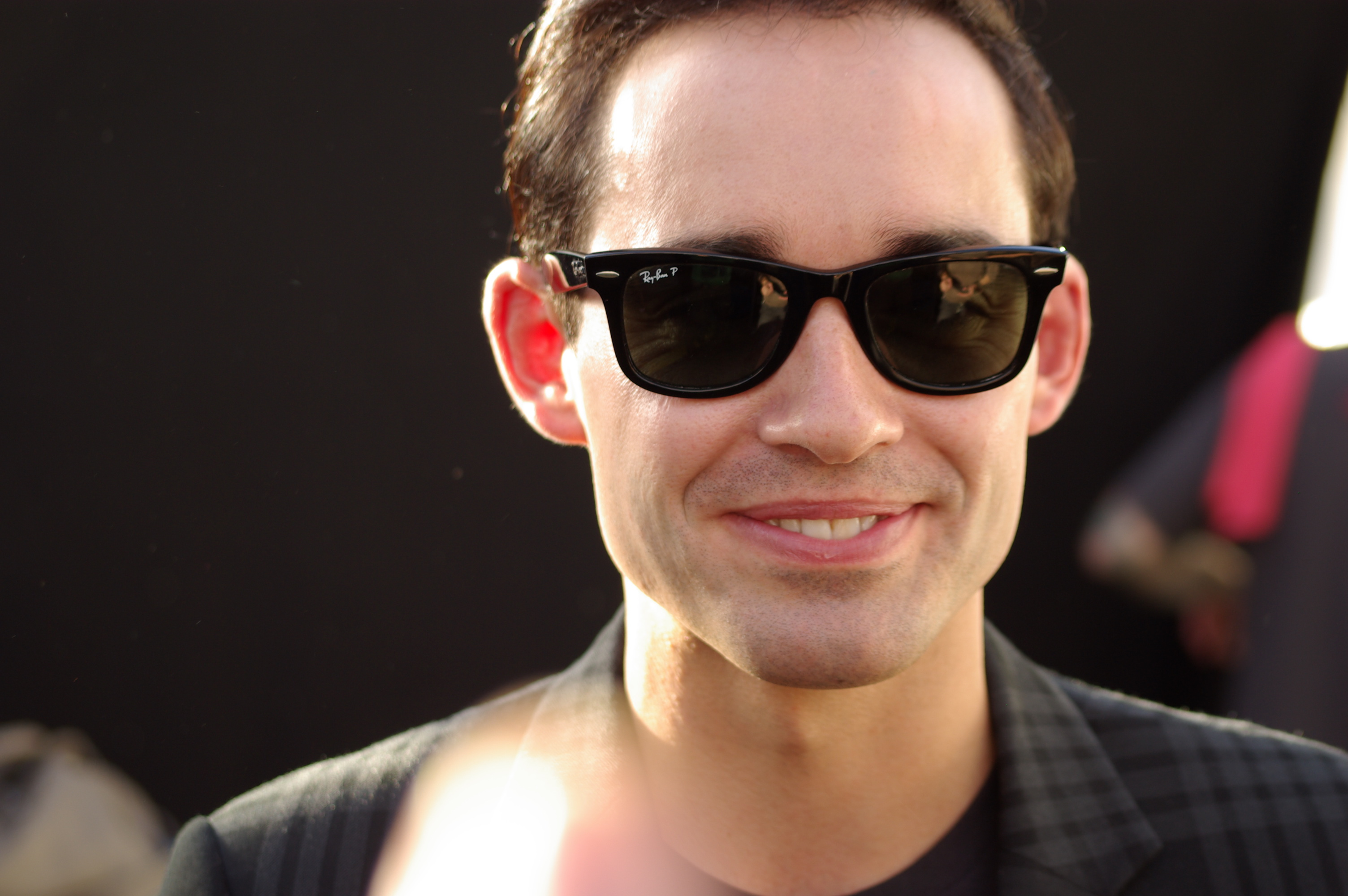
Daniel Küblböck
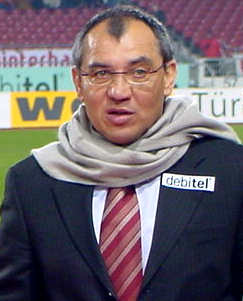
Felix Magath
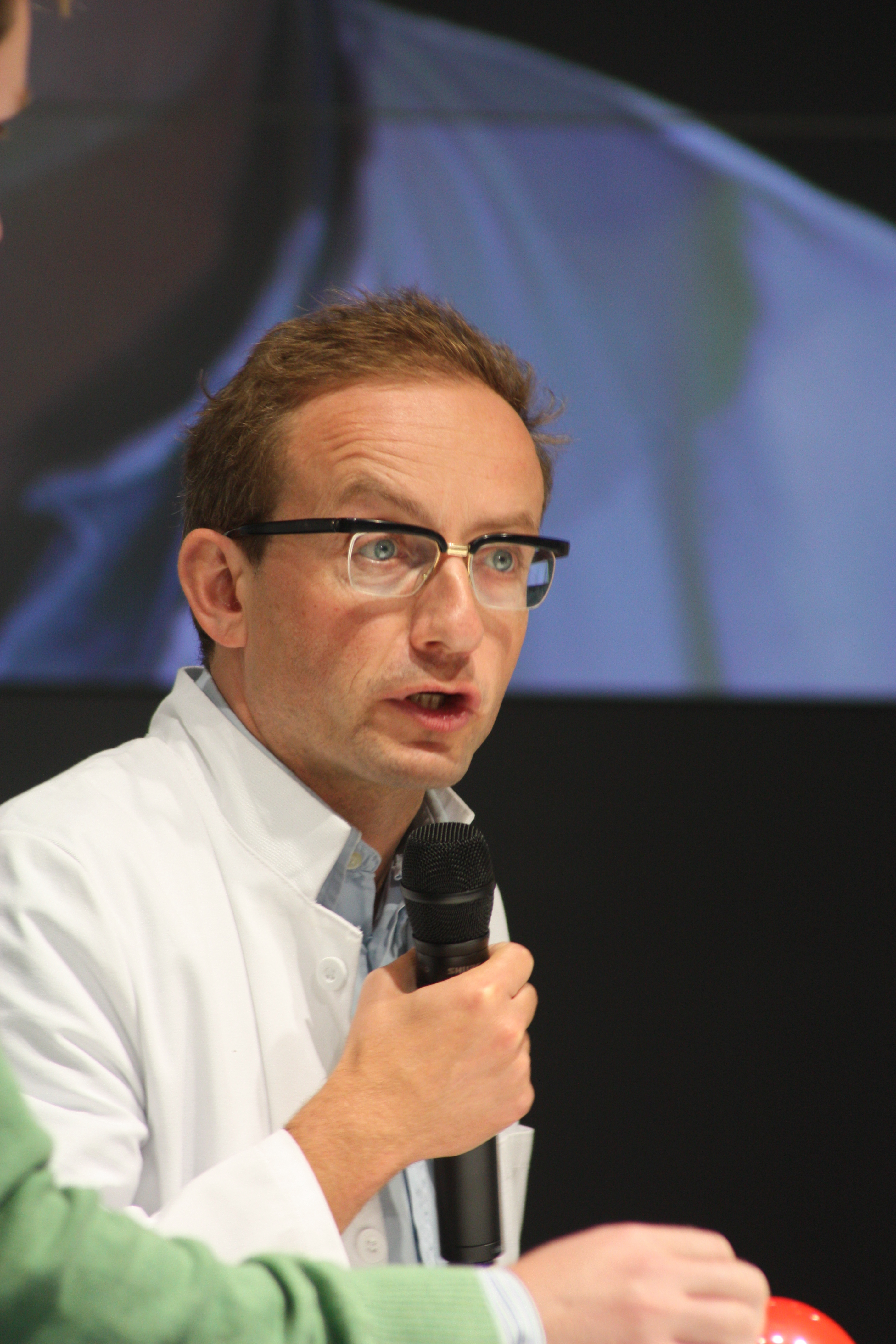
Wigald Boning
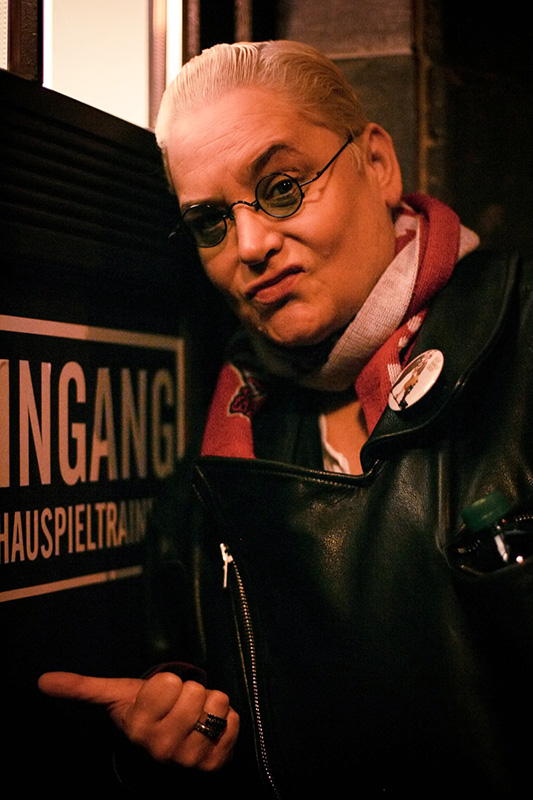
Hella von Sinnen
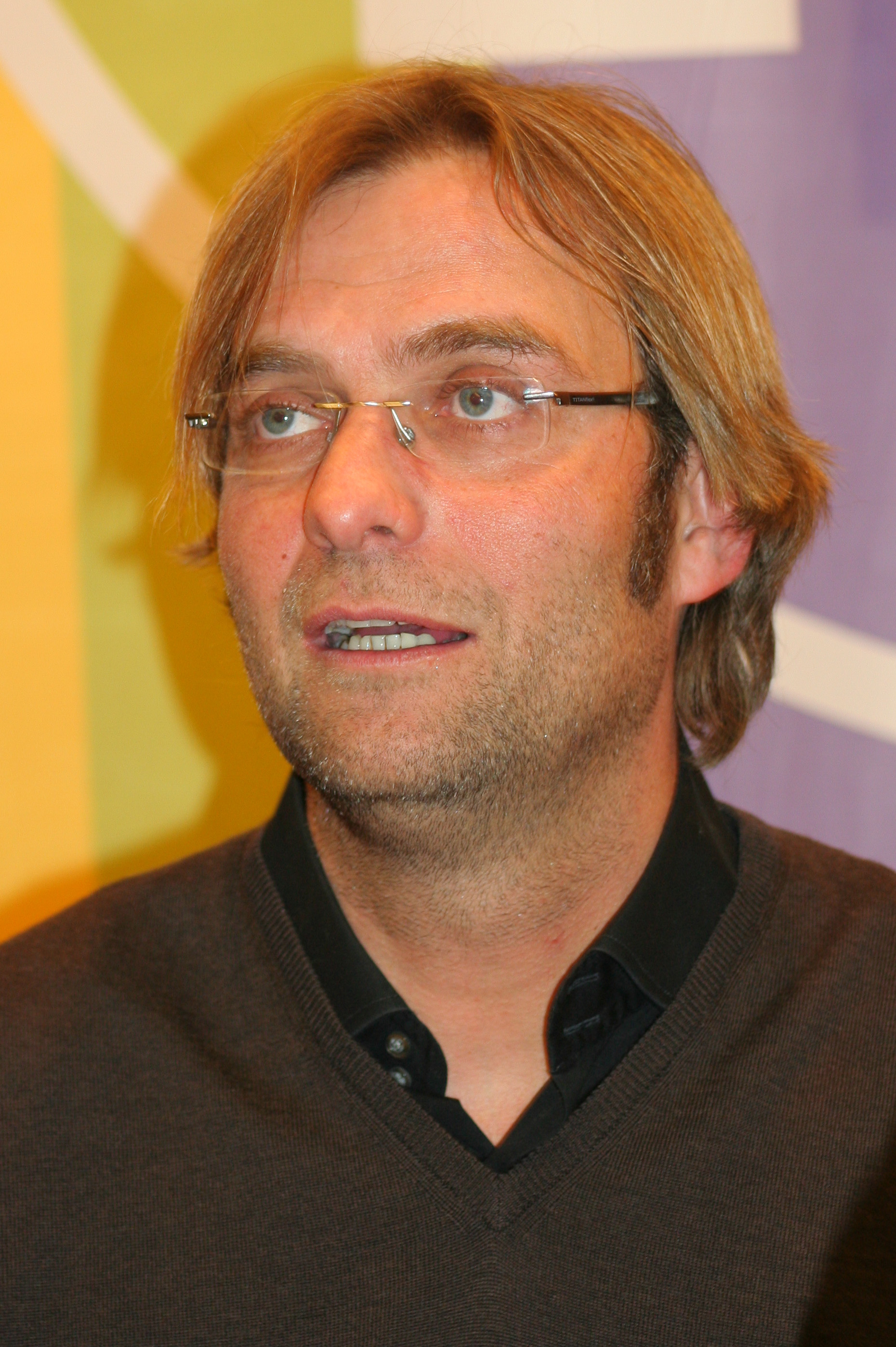
Jürgen Klopp
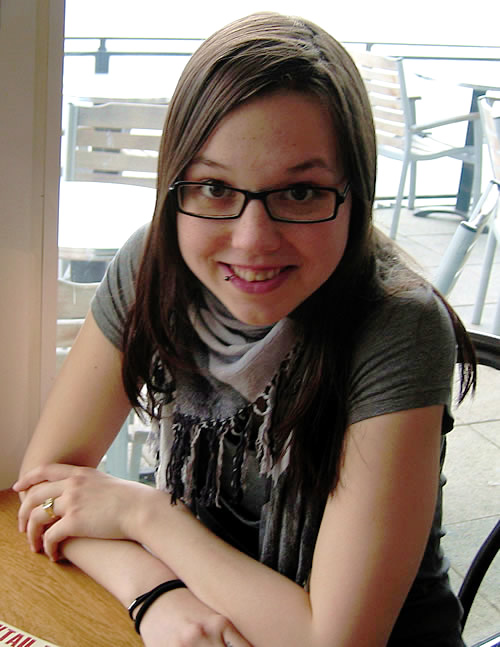
Stefanie Heinzmann
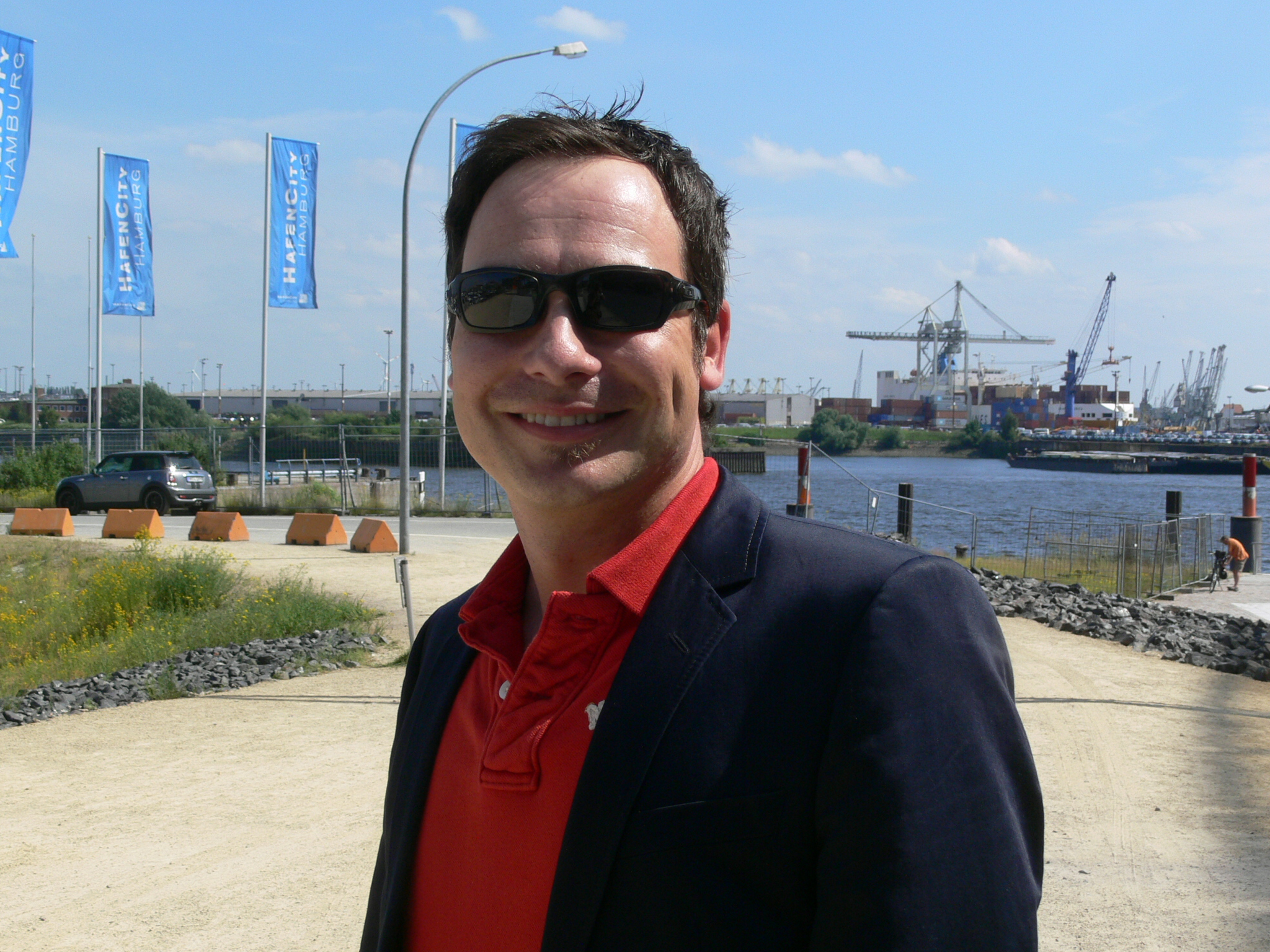
Matthias Opdenhövel
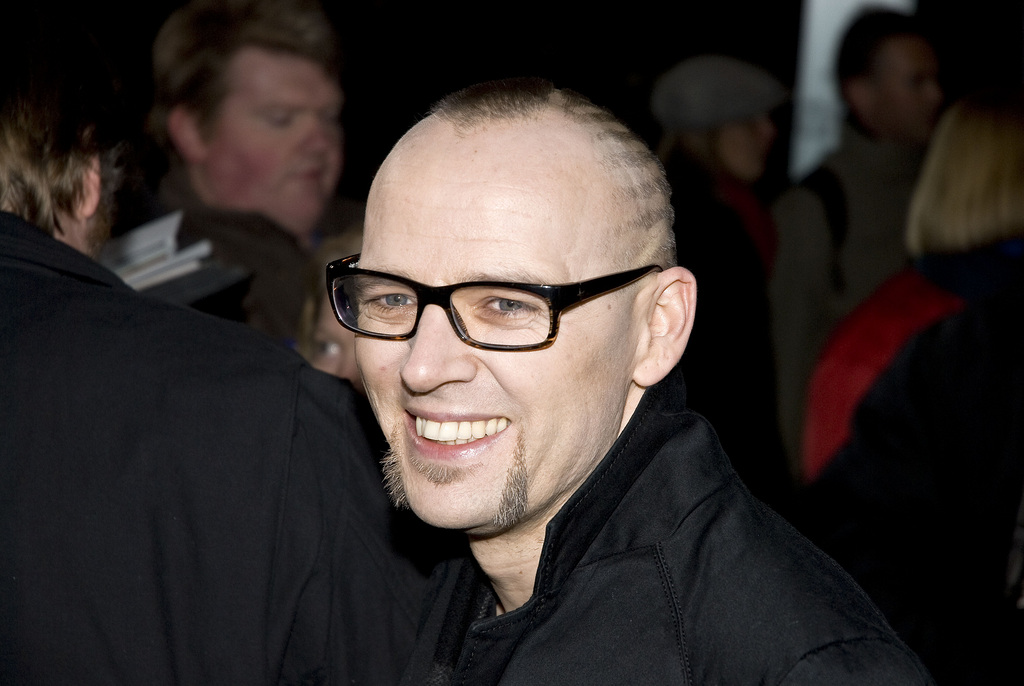
Thomas D
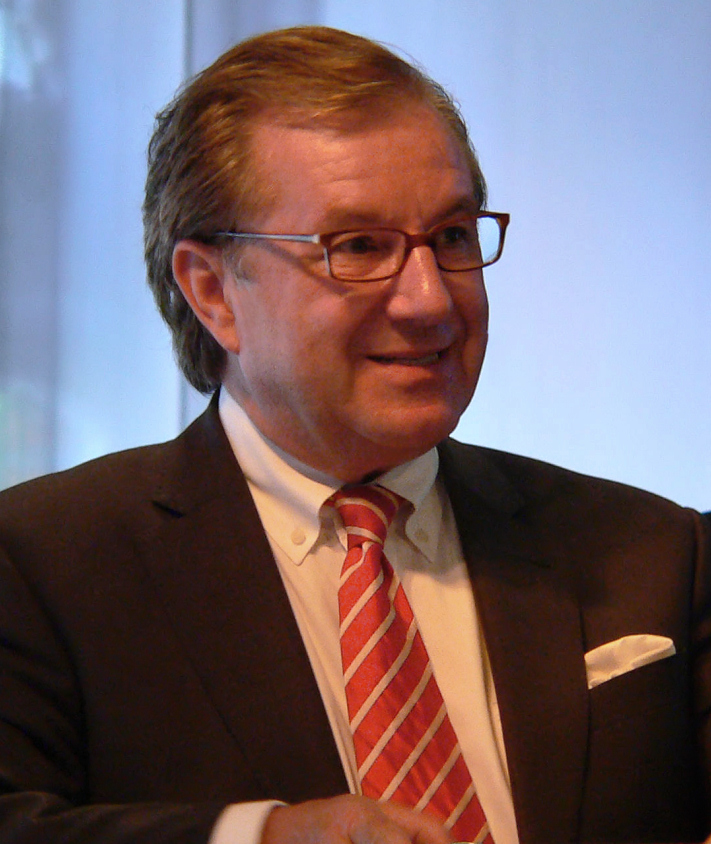
Jan Hofer
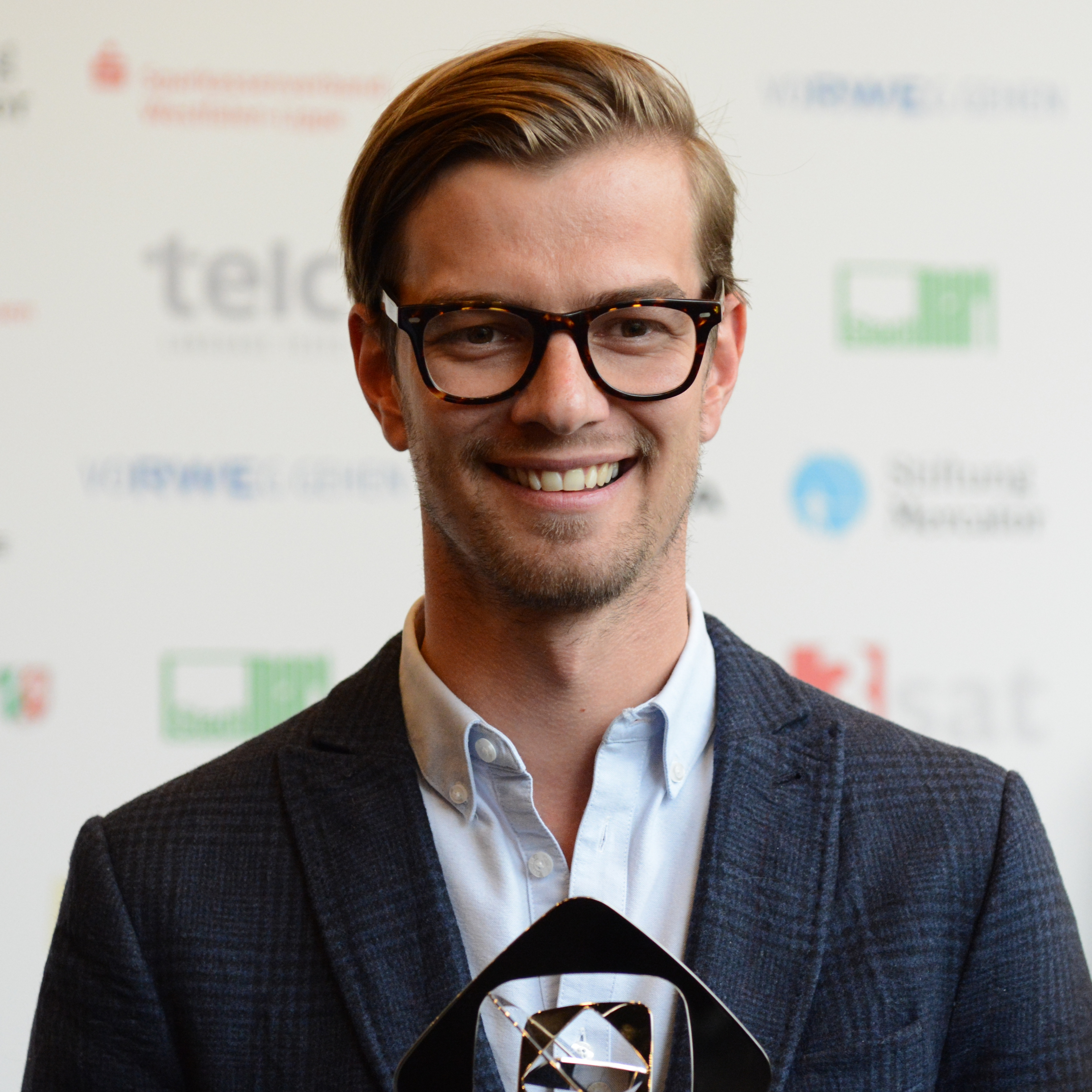
Joko Winterscheidt
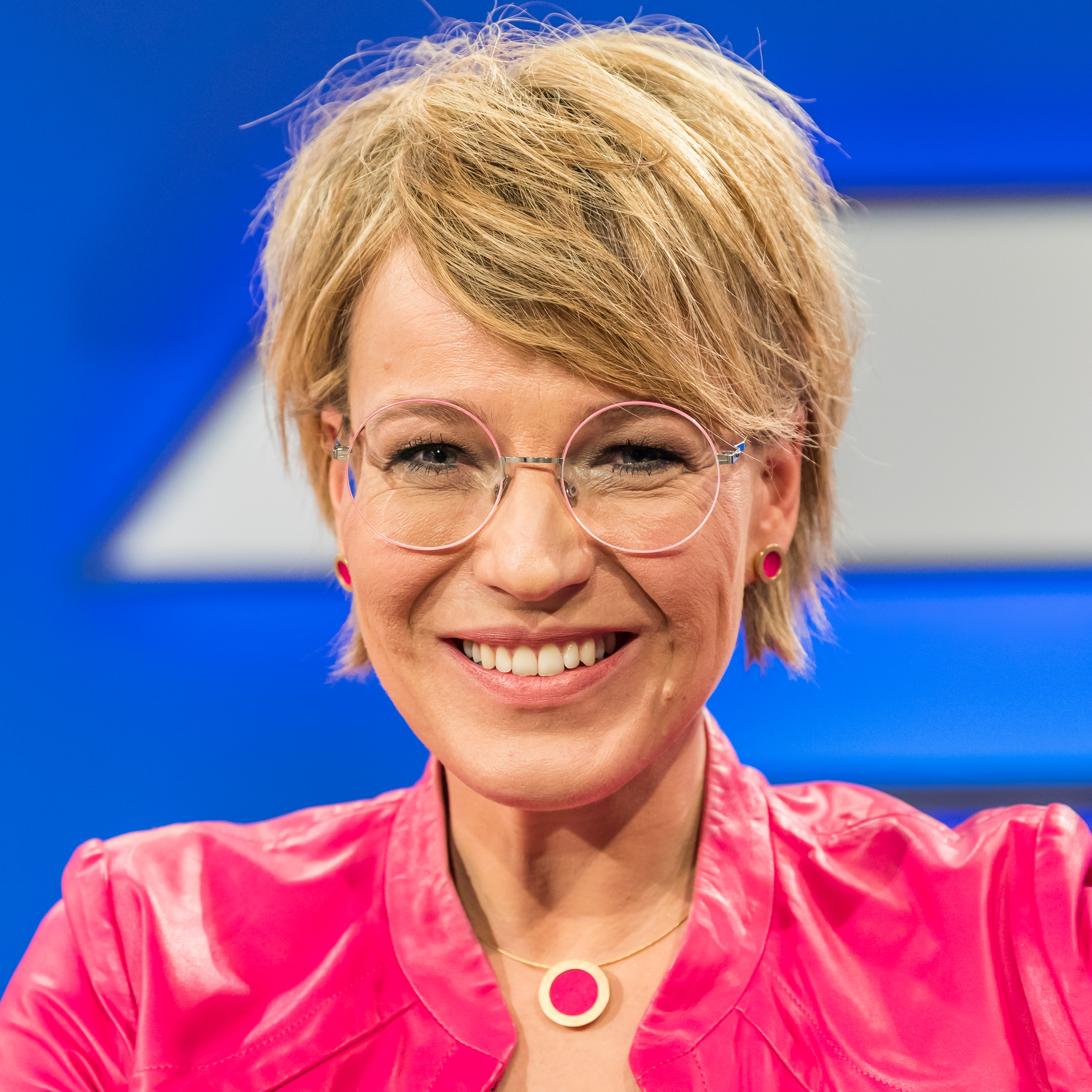
Andrea Ballschuh
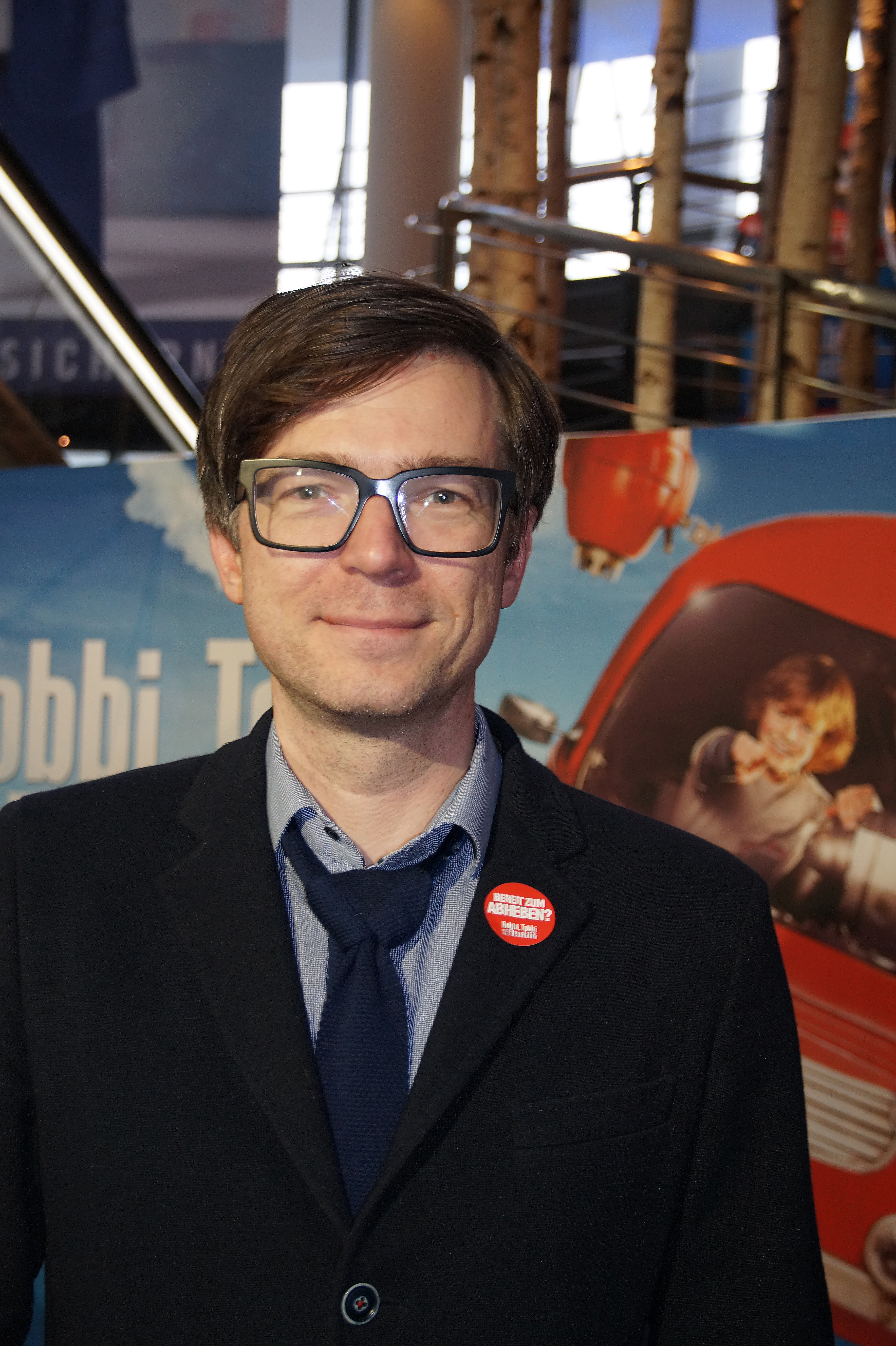
Ralph Caspers
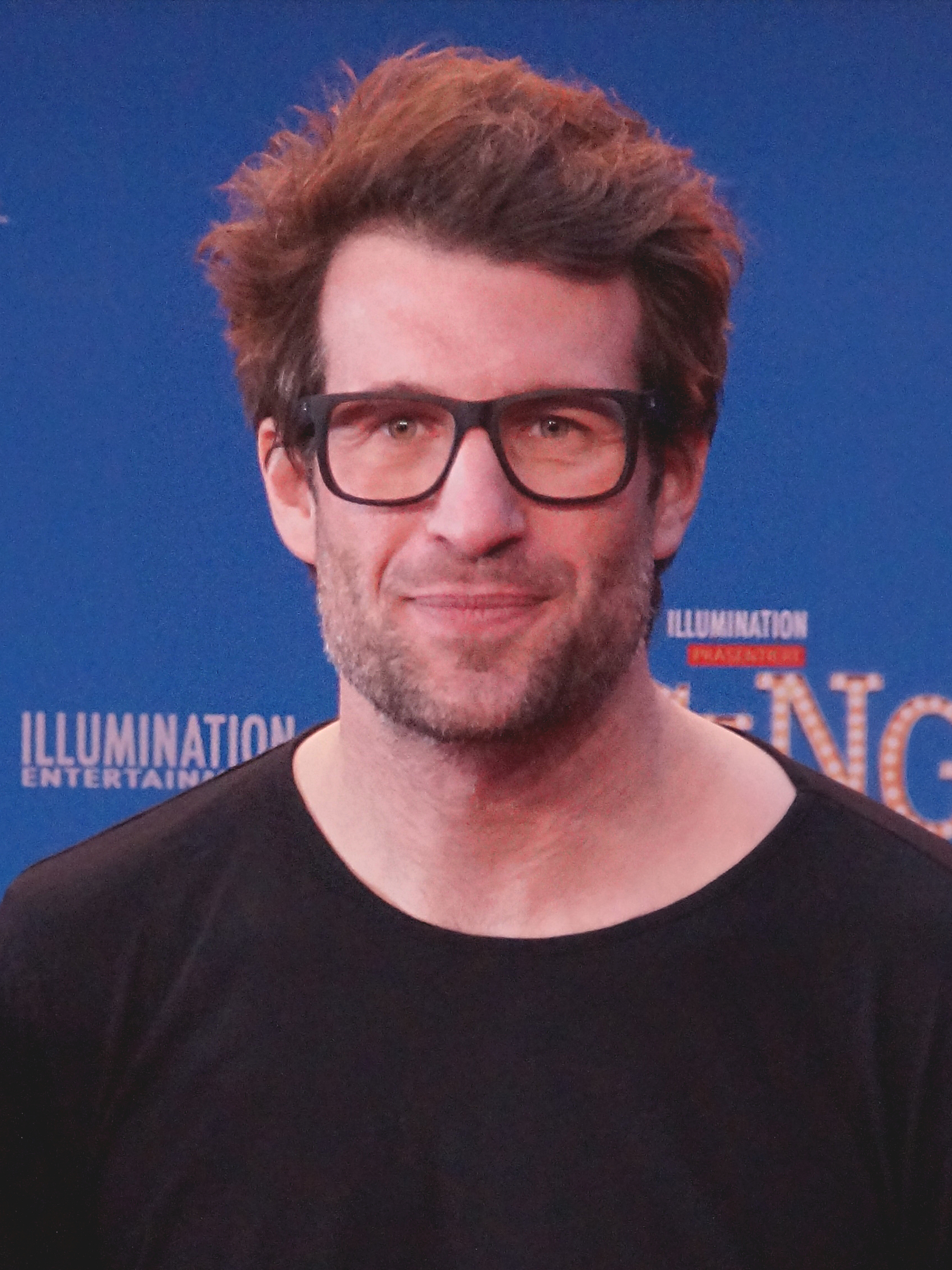
Daniel Hartwich
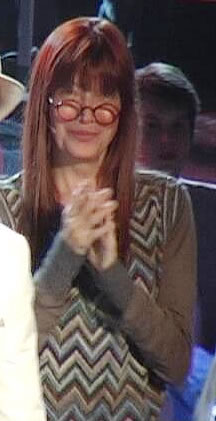
Katja Ebstein
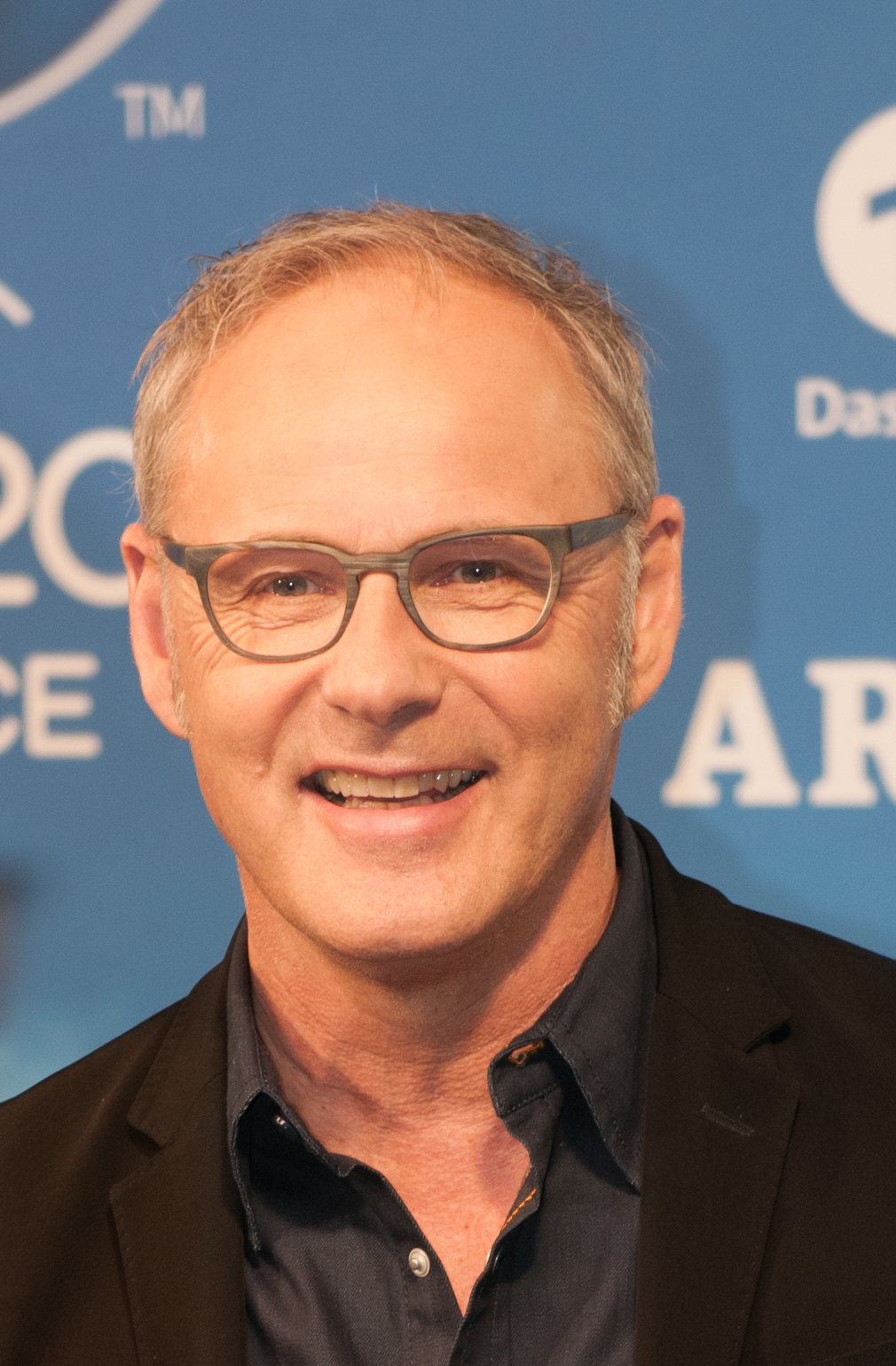
Reinhold Beckmann
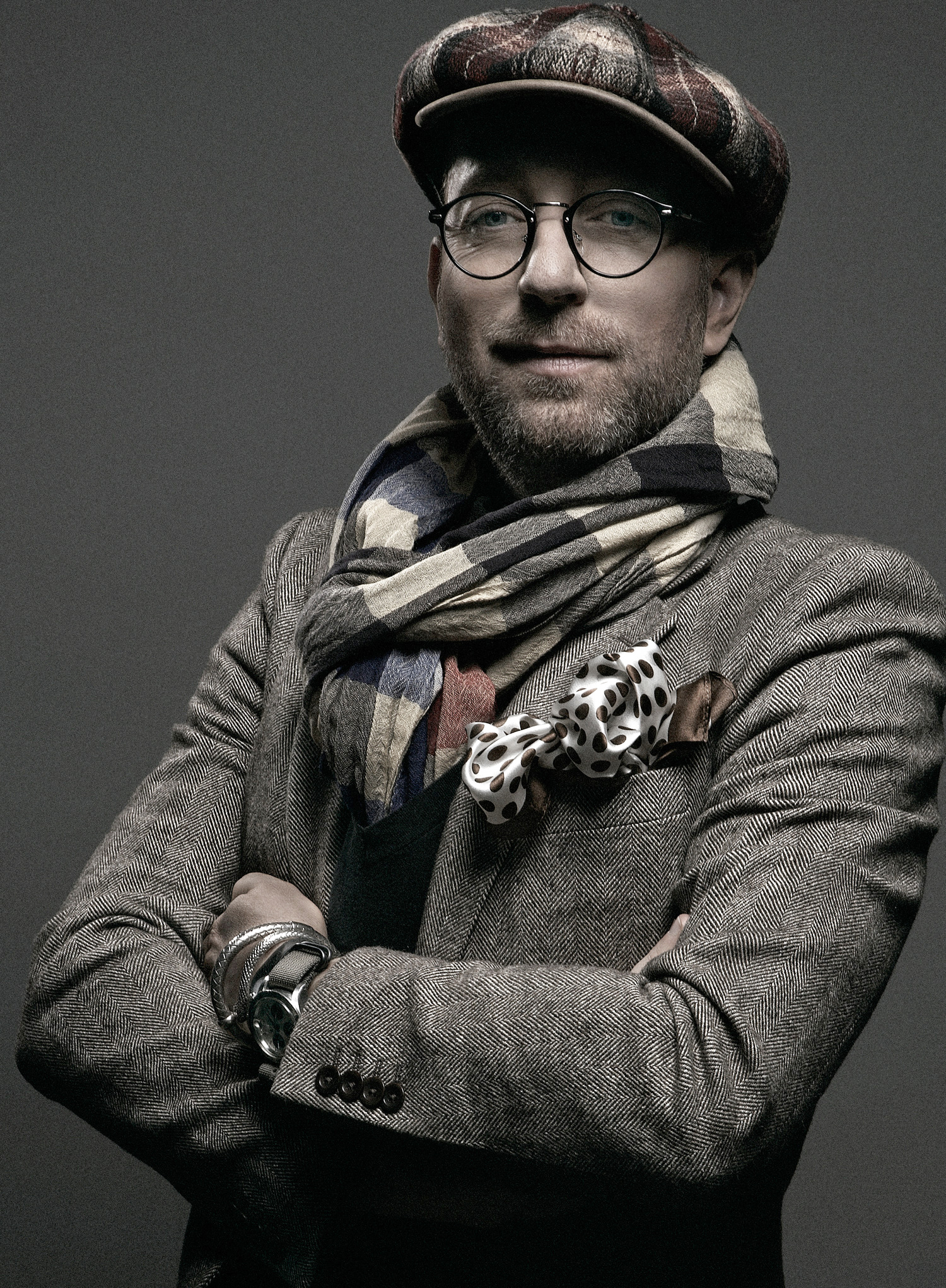
Thomas Rath

## Einzelbelege
1. ↑  Presseinformationen des Kuratorium Gutes Sehen
2. ↑  Informationen zum Titel Brillenträger des Jahres. (Memento vom 8. Mai 2012 im Internet Archive) (MS Word)